# ウィ・アー・オール・アローン
「ウィ・アー・オール・アローン」（We're All Alone）は、ボズ・スキャッグスのスタジオ・アルバム『シルク・ディグリーズ』の収録曲、及びリカット・シングル。

## 解説
当初は「リド・シャッフル」のB面曲という扱いであったが、多くのアーティストによってカバーされ、後述のリタ・クーリッジのカバーのヒットによって再評価されることとなり、代表曲のひとつに数えられている。
カバーとしては1976年に、フランキー・ヴァリによってカバーされアダルト・コンテンポラリーで27位にランクされた。
ウォーカー・ブラザーズ 、スリー・ディグリーズ、ブルース・マレイらも同曲をカバーした。76年、カントリー歌手ラコスタ・タッカー（タニヤ・タッカーの妹）のカバーは、カントリー・チャートで小ヒットを記録した。
この曲のカバーで最もヒットし有名になったものは、リタ・クーリッジによるカバー・バージョン。クーリッジは。1977年のアルバム『エニー・タイム・エニー・ホエア』でカバーし、後にシングル・カットされた。この曲はビルボードHOT 100チャートで、1977年11月26日に最高位の第7位を獲得（カントリー・チャートで68位、アダルト・コンテンポラリー・チャートで1位）し、ゴールド・シングルに認定された。ビルボード誌1977年年間ランキングは第66位。この曲はクーリッジにとって、ジャッキー・ウィルソンの「ハイヤー・アンド・ハイヤー」に次いで2番目に成功を収めたカバー曲となり、B面曲であったオリジナルに対する認知度を高めることとなった。またブラジルでは数年後に、ソープ・オペラ（ドラマ）の主題歌として起用された。なお、リタ・クーリッジは、2005年のアルバム『アンド・ソー・イズ・ラヴ』で、この曲をジャズのアレンジで再録した。
またシンガーソングライターのアンジェラ・アキがカバーし、インディーズアルバム『ONE』およびメジャーアルバム『ANSWER』に収録している。このバージョンには日本語の歌詞が付けられているが、「みんな一人ぼっち」（後述）を意味する内容となっている。

## 邦題
ボズ・スキャッグスの原曲には当初、「二人だけ」という日本語題がつけられていた。その後、リタ・クーリッジがカバーした際の日本語題は「みんな一人ぼっち」となった。現在では原曲・カバーともに日本語題をつけず、原題そのままに「ウィ・アー・オール・アローン」と表記されている。
これらの解釈は現在でも割れており、たとえばNHK Eテレの「アンジェラ・アキのSONG BOOK」で取り上げられた際は、We're All Alone は「二人きり」と「しょせん一人ぼっち」という意味の両方の解釈が可能とされている。また、本記事の英語版によればリタ・クーリッジのカバー版はオリジナルが "Close your eyes Amie and you can be with me" となっている行を "Close your eyes and dream and you can be with me" と歌っているため、「会う事を夢見る」に曲の意味を替えたのであれば「みんな一人ぼっち」と訳せるかもしれない。
なお、2007年の『シルク・ディグリーズ』再発盤に寄せたライナーノーツでスキャッグス本人は「この曲のタイトルを個人的な話と普遍的なテーマを両立させるものとしたが、両者の意味が同時に成立するような歌詞にするのに苦労した」と語っており、上記のような複数の解釈が可能なように最初から歌詞が設定されていたことが明らかとなった。しかしながら同時に歌詞づくりが非常に難航し、レコーディングが始まっても完成せず、書き足しながら録音したことを明かしたうえで、「この曲の意味は自分の中でも完全にはわかっていない」と語っている。